# Episodi di The Critic (prima stagione)
La prima stagione della serie animata The Critic, composta da 13 episodi, è stata trasmessa negli Stati Uniti, da ABC, dal 26 gennaio al 20 luglio 1994.
In Italia è stata trasmessa dal 3 agosto 1998 su TELE+ Bianco.
| nº | Titolo originale                            | Titolo italiano   | Prima TV USA     | Prima TV Italia |
| -- | ------------------------------------------- | ----------------- | ---------------- | --------------- |
| 1  | Pilot                                       | Il critico        | 26 gennaio 1994  | 3 agosto 1998   |
| 2  | Marty's First Date                          |                   | 2 febbraio 1994  | 4 agosto 1998   |
| 3  | Dial 'M' for Mother                         |                   | 9 febbraio 1994  | 5 agosto 1998   |
| 4  | Miserable                                   |                   | 16 febbraio 1994 | 6 agosto 1998   |
| 5  | A Little Deb Will Do Ya                     |                   | 23 febbraio 1994 | 7 agosto 1998   |
| 6  | Eyes on the Prize                           |                   | 2 marzo 1994     | 10 agosto 1998  |
| 7  | Every Doris Has Her Day                     |                   | 1º giugno 1994   | 11 agosto 1998  |
| 8  | Marathon Mensch                             |                   | 8 giugno 1994    | agosto 1998     |
| 9  | L.A. Jay                                    |                   | 22 giugno 1994   | agosto 1998     |
| 10 | Dr. Jay                                     | Dottor Jay        | 29 giugno 1994   | agosto 1998     |
| 11 | A Day at the Races and a Night at the Opera |                   | 6 luglio 1994    | agosto 1998     |
| 12 | Uneasy Rider                                |                   | 13 luglio 1994   | agosto 1998     |
| 13 | A Pig Boy and His Dog                       | Un dolce maialino | 6 luglio 1994    | agosto 1998     |

## Il critico
- Titolo originale: Pilot
- Diretto da: Rich Moore
- Scritto da: Mike Reiss e Al Jean

### Trama
Il critico cinematografico Jay Sherman, un uomo divorziato, ha una seconda possibilità di rifarsi una vita quando una star del cinema di nome Valerie Fox si innamora di lui. Tuttavia, i suoi piani potrebbero andare a monte se non dà a Valerie una brillante recensione per il suo ultimo film, un thriller erotico ispirato a Basic Instinct intitolato Il bacio della morte.

## Marty's First Date
Marty invita suo padre Jay al Career Day nella sua scuola, dove Marty si innamora di una ragazza cubana di nome Carmen, che in seguito si scopre essere la nipote di Fidel Castro.

## Dial 'M' for Mother
Quando il pubblico di prova definisce Jay Sherman "peggiore di Hitler", Duke organizza uno speciale televisivo in cui Geraldo Rivera intervista Jay con la sua madre adottiva Eleanor, che va in pezzi quando Jay urla contro Eleanor.

## Miserable
Jay si innamora di una proiezionista che si rivela essere una sua fan ossessionata.

## A Little Deb Will Do Ya
Eleanor costringe Margo a prepararsi e a partecipare a un ballo delle debuttanti, nonostante le proteste di Margo su quanto sia sessista ed elitario. Nel frattempo, Jay entra in una guerra di ascolti con il conduttore di programmi per bambini Humphrey the Hippo.

## Eyes on the Prize
Jay ripensa alla sua carriera quando il millesimo episodio del suo programma è un disastro. Chiede consiglio al consulente d'immagine Adolph Hitmaker, tuttavia il suo consiglio e tutti gli altri tentativi di ricreare la sua immagine televisiva si rivelano infruttuosi.

## Every Doris Has Her Day
Jay fa amicizia con la sua truccatrice Doris dopo aver assistito a un adattamento musicale di Notre-Dame de Paris e pensa che potrebbe essere la madre che lo ha dato in adozione anni prima.

## Marathon Mensch
La mascolinità di Jay viene messa in discussione dopo che Doris salva Jay da un incendio in uno studio. Jay decide quindi di allenarsi per la maratona di New York.

## L.A. Jay
Jay si trasferisce a Los Angeles quando il dirigente dello studio Gary Grossman offre al critico la possibilità di scrivere il secondo sequel della serie Ghostchasers.

## Dottor Jay
A Duke viene diagnosticata una malattia rara e Jay è determinato a trovare una cura.

## A Day at the Races and a Night at the Opera
Dopo che Marty si è scatenato durante una giornata di scuola, Jay compra a suo figlio una chitarra e lo incoraggia a prendere lezioni. Nel frattempo, dopo che Them Magazine ha battezzato Jay "l'uomo più spiritoso del mondo", Duke si offre di pagare 100 dollari a ogni spettatore che non trova Jay divertente.

## Uneasy Rider
Dopo aver rifiutato di inserire il tabacco da masticare nel suo programma, Jay lascia il lavoro e diventa un camionista.

## Un dolce maialino
Eleanor scrive un libro per bambini intitolato Il porcellino grasso, con un personaggio basato su Jay. Nel frattempo, Jay adotta un cucciolo di alano, che cresce troppo in fretta e diventa una seccatura.